# St. Marien (Bad Zwischenahn)

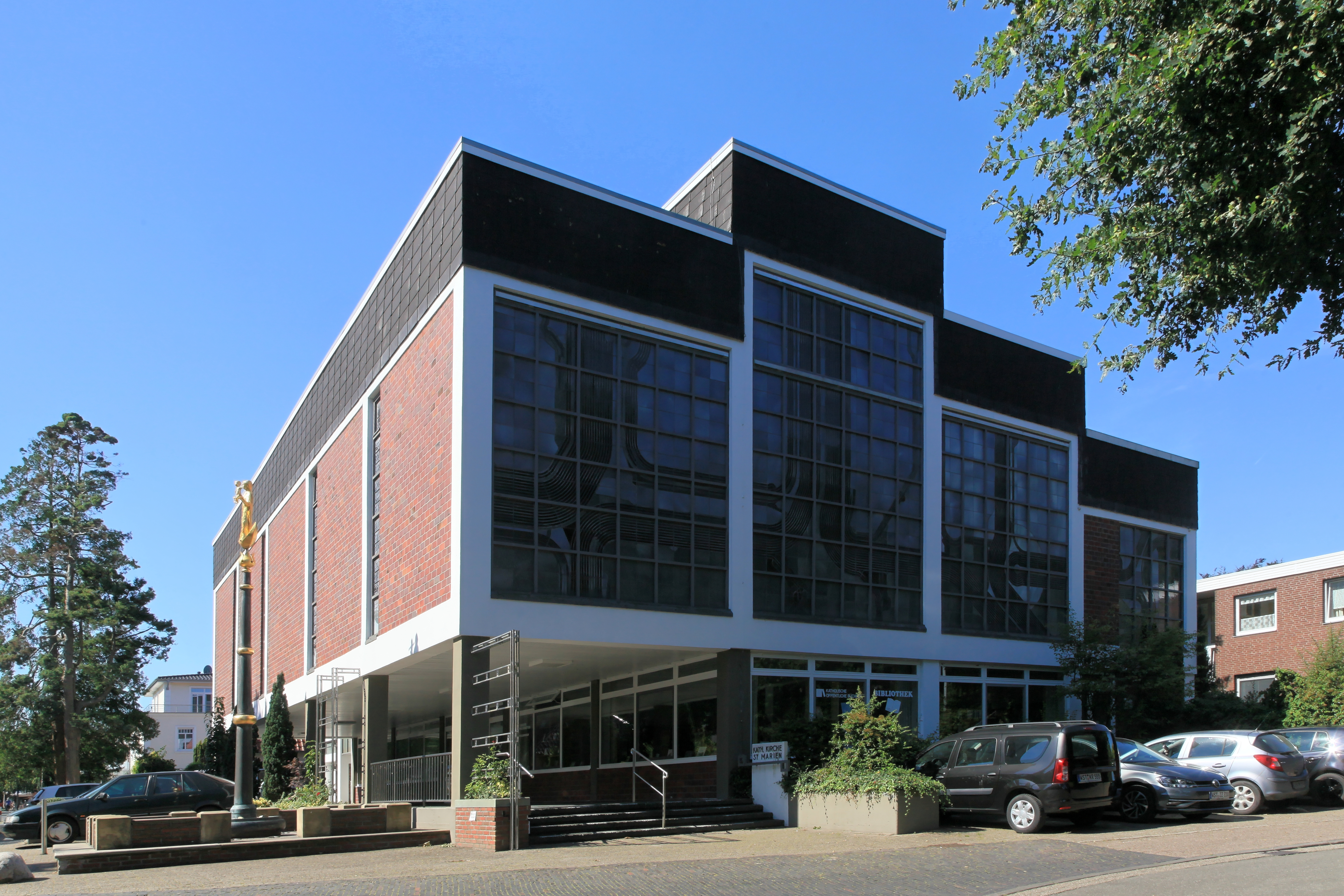
St.-Marien-Kirche mit Mariensäule

St. Marien ist die römisch-katholische Pfarrkirche der Gemeinde St. Vinzenz Pallotti in der niedersächsischen Stadt Bad Zwischenahn. Sie steht unter dem Patrozinium der Gottesmutter Maria und gehört zum Bistum Münster. Das Gotteshaus ist eine Saalkirche im Stil der Moderne und bietet 320 Gläubigen Platz. 

## Geschichte
In Zwischenahn existiert seit dem 12. Jahrhundert eine Kirche. Mit der Reformation im 16. Jahrhundert wurde das Gotteshaus evangelisch-lutherisch. Die Einwohnerzahl der Kleinstadt wuchs nach dem Zweiten Weltkrieg vor allem wegen der vielen Vertriebenen und Ostflüchtlinge stark an, so dass auch ca. 2.000 Menschen katholischen Glaubens dort eine neue Heimat fanden. Die Seelsorge übernahmen von Anfang an die Pallottiner, die 1946 in Bad Zwischenahn eine Niederlassung der Gesellschaft des apostolischen Lebens eröffneten.
Eine katholische Kirche entstand 1949 am Ufer des Zwischenahner Meeres, des drittgrößten Binnensees Niedersachsens. Zur 1967 selbständig gewordenen Pfarrei St. Marien gehörte der größte Teil der politischen Gemeinde Bad Zwischenahn sowie seit 1980 die Kapellengemeinde Edewecht.
In das 1971 eröffnete, modern gestaltete Pfarrzentrum (mit treppenartigem Flachdach) wurde im Obergeschoss das vom Architekten Gerd Rohling (Cloppenburg) entworfene Gotteshaus eingebaut und vom Bischöflichen Offizial (Vechta) geweiht. Aus finanziellen Gründen konnte kein Glockenturm gebaut werden.
Zur 2008 fusionierten Pfarrei St. Vinzenz Pallotti gehören die Hauptkirche St. Marien (Bad Zwischenahn) sowie die Filialkirchen St. Marien (Rastede) und St. Vinzenz Pallotti (Edewecht). Zur Prävention von sexuellem Missbrauch von Kindern und Jugendlichen erarbeitete 2022 eine Steuerungsgruppe im Auftrag des Pfarreirates ein institutionelles Schutzkonzept, das alle fünf Jahre überprüft und bei Bedarf modifiziert wird.
Am 1. Januar 2024 schlossen sich die drei Oldenburger Pfarren St. Josef, St. Willehad und St. Marien sowie St. Vinzenz Pallotti (Bad Zwischenahn) und vier Kirchengemeinden aus benachbarten Landkreisen zusammen zum Katholischen Kirchenverband „Pastoraler Raum Oldenburg-Delmenhorst“ mit Sitz in Oldenburg.

## Orgel
1957 baute die Firma Emanuel Kemper & Sohn (Lübeck) die Orgel (II+P/14), die 1999 durch Orgelbau Alfred Führer (Wilhelmshaven) überholt wurde. Das Instrument besitzt Hauptwerk (C-g3) und Oberwerk (C-g3) sowie Pedal (C-f1). Es hat 14 Register und elektro-pneumatische Taschenladen.
Schon in den 1990er-Jahren wurde Kritik an dem Instrument wegen seiner schlechten technischen und klanglichen Eigenschaften geübt. Nach der Beurteilung des verantwortlichen Orgelsachverständigen Gabriel Isenberg sollte es zeitnah ersetzt werden (Stand: 11. Februar 2023). Zur Problemlösung veranstaltet das „Orgelprojekt Zwischenahn“ die Spendenaktion „Klang - Harmonie“ für den Bau einer neuen Orgel.